# 111 (szám)
A 111 (római számmal: CXI) egy természetes szám, félprím, a 3 és a 37 szorzata.

## A szám a matematikában
A tízes számrendszerbeli 111-es a kettes számrendszerben 1101111, a nyolcas számrendszerben 157, a tizenhatos számrendszerben 6F alakban írható fel.
A 111 páratlan szám, összetett szám, azon belül félprím, kanonikus alakban a 31 · 371 szorzattal, normálalakban az 1,11 · 102 szorzattal írható fel. Négy osztója van a természetes számok halmazán, ezek növekvő sorrendben: 1, 3, 37 és 111.
Kilencszögszám.
A 111 négyzete 12 321, köbe 1 367 631, négyzetgyöke 10,53565, köbgyöke 4,8059, reciproka 0,009009. A 111 egység sugarú kör kerülete 697,43357 egység, területe 38 707,56308 területegység; a 111 egység sugarú gömb térfogata 5 728 719,337 térfogategység.
A 111 helyen az Euler-függvény helyettesítési értéke 72, a Möbius-függvényé 1, a Mertens-függvényé −4.

## A szám a kultúrában
Heltai Jenő A 111-es címmel írt regényt.

## A szám mint sorszám, jelzés
A periódusos rendszer 111. eleme a röntgénium.